# Болбек
Болбек (фр. Bolbec) насеље је и општина у северној Француској у региону Горња Нормандија, у департману Приморска Сена која припада префектури Авр.
По подацима из 2005. године у општини је живело 12 801 становника, а густина насељености је износила 1028 становника/km². Општина се простире на површини од 12,24 km². Налази се на средњој надморској висини од 129 метара (максималној 142 m, а минималној 29 m).

## Демографија
| 1962.  | 1968.  | 1975.  | 1982.  | 1990.  | 2005.  | 2011.  |
| ------ | ------ | ------ | ------ | ------ | ------ | ------ |
| 12.212 | 12.716 | 12.555 | 12.461 | 12.372 | 12 801 | 11.732 |

График промене броја становника у току последњих година